# WWE Draft (2024)
O Draft da WWE de 2024 foi o 18º WWE Draft realizado pela promoção americana de luta livre profissional WWE entre as divisões de marcas Raw e SmackDown. O evento de duas noites começou com o episódio de 26 de abril do Friday Night SmackDown (em Cincinnati, Ohio) e concluiu com o episódio de 29 de abril do Monday Night Raw (em Kansas City, Missouri), com o SmackDown sendo transmitido pelo canal Fox e o Raw pela USA Network. Este foi o primeiro draft realizado com a WWE sob a TKO Group Holdings. Os resultados do draft começaram a valer a partir do episódio de 6 de maio do Raw.

## Produção

### Conceito
O Draft da WWE é um processo utilizado pela promoção americana de luta livre profissional WWE enquanto a extensão de marcas, (ou divisão de marcas) está em vigor. A extensão original de marcas ocorreu de 2002 a 2011, enquanto a segunda e atual divisão de marcas começou em 2016. Durante uma extensão de marcas, a empresa divide seu plantel em marcas, e os lutadores atuam exclusivamente para o show de televisão de cada marca, com algumas exceções. O draft é utilizado para renovar os elencos das divisões de marcas, normalmente entre as marcas Raw e SmackDown, que são consideradas o plantel principal. Desde 2016, lutadores da marca de desenvolvimento da WWE, o NXT, passaram a ser elegíveis para serem draftados para o Raw ou SmackDown.
Durante uma participação no podcast Impaulsive do lutador da WWE Logan Paul, em 5 de abril de 2024, o diretor de conteúdo (CCO) da WWE, Triple H, revelou que o draft de 2024 era iminente. Apenas três dias depois, em 8 de abril, o draft foi confirmado para os episódios de 26 de abril e 29 de abril do Friday Night SmackDown na Fox e do Monday Night Raw na USA Network, respectivamente. Os resultados do draft começaram a valer a partir do episódio de 6 de maio do Raw, dois dias após o evento pay-per-view e de transmissão ao vivo Backlash France.

## Seleções
Os pools (grupos de lutadores selecionados para o draft) do draft foram anunciados em 24 de abril de 2024. Também foi anunciado que os campeões em vigor — o campeão mundial dos pesos pesados Damian Priest, a campeã mundial feminina Becky Lynch, o campeão Intercontinental Sami Zayn e os campeões mundiais de duplas Awesome Truth (The Miz e R-Truth) do Raw, além do campeão universal indiscutível da WWE Cody Rhodes, a campeã Feminina da WWE Bayley, o campeão dos Estados Unidos Logan Paul e campeões de duplas da WWE A-Town Down Under (Austin Theory e Grayson Waller) do SmackDown — não seriam elegíveis para o draft e permaneceriam nas suas respectivas marcas. Enquanto o Campeonato de Duplas Femininas da WWE continuaria elegível para desafiantes de todas as três marcas, as campeãs em vigor, The Kabuki Warriors (Asuka e Kairi Sane), ainda seriam elegíveis para o draft, pois a marca que as escolhesse seria onde elas seriam designadas caso perdessem o título.

### Noite 1:SmackDown(26 de abril)
Houve quatro rodadas de escolhas no draft na Noite 1, com cada marca recebendo duas escolhas por rodada; o SmackDown foi o primeiro devido ao fato de que a Noite 1 ocorreu durante o episódio daquela noite do SmackDown. As seleções do draft foram anunciadas por diversos membros do Hall da Fama da WWE, veteranos e lutadores. Na primeira rodada, o campeão universal indiscutível da WWE, Cody Rhodes, anunciou as escolhas do SmackDown, enquanto o membro do Hall da Fama e CCO da WWE, Triple H, anunciou as escolhas do Raw. As escolhas da segunda rodada foram anunciadas pela veterana da luta feminina Michelle McCool para o SmackDown e pela membro do Hall da Fama Torrie Wilson para o Raw. As escolhas da terceira rodada foram anunciadas pelos membros do Hall da Fama The Dudley Boyz (Bubba Ray Dudley e D-Von Dudley), com Bubba anunciando as escolhas do SmackDown e D-Von anunciando as do Raw. As escolhas da quarta e última rodada foram anunciadas pelos membros do Hall da Fama Teddy Long para o SmackDown e John "Bradshaw" Layfield para o Raw.
| Round | Escolha da marca # | Escolha geral # | Lutadores(as)                                                  | Marca pré-draft | Marca pós-draft | Papel                                 |
| ----- | ------------------ | --------------- | -------------------------------------------------------------- | --------------- | --------------- | ------------------------------------- |
| 1     | 1                  | 1               | Bianca Belair                                                  | SmackDown       | SmackDown       | Lutadora                              |
| 1     | 1                  | 2               | Jey Uso                                                        | Raw             | Raw             | Lutador                               |
| 1     | 2                  | 3               | Carmelo Hayes                                                  | NXT             | SmackDown       | Lutador                               |
| 1     | 2                  | 4               | Seth "Freakin" Rollins                                         | Raw             | Raw             | Lutador                               |
| 2     | 3                  | 5               | Randy Orton                                                    | SmackDown       | SmackDown       | Lutador                               |
| 2     | 3                  | 6               | Bron Breakker                                                  | SmackDown       | Raw             | Lutador                               |
| 2     | 4                  | 7               | Nia Jax                                                        | Raw             | SmackDown       | Lutadora                              |
| 2     | 4                  | 8               | Liv Morgan                                                     | Raw             | Raw             | Lutadora                              |
| 3     | 5                  | 9               | LA Knight                                                      | SmackDown       | SmackDown       | Lutador                               |
| 3     | 5                  | 10              | Ricochet                                                       | Raw             | Raw             | Lutador                               |
| 3     | 6                  | 11              | The Bloodline (Solo Sikoa, Tama Tonga e Paul Heyman)           | SmackDown       | SmackDown       | Dupla masculina com manager masculino |
| 3     | 6                  | 12              | Sheamus                                                        | SmackDown       | Raw             | Lutador                               |
| 4     | 7                  | 13              | AJ Styles                                                      | SmackDown       | SmackDown       | Lutador                               |
| 4     | 7                  | 14              | Alpha Academy (Chad Gable, Otis, Akira Tozawa e Maxxine Dupri) | Raw             | Raw             | Stable mista                          |
| 4     | 8                  | 15              | Andrade                                                        | Raw             | SmackDown       | Lutador                               |
| 4     | 8                  | 16              | Kiana James                                                    | NXT             | Raw             | Lutadora                              |

#### Escolhas suplementares da Noite 1
Esses lutadores foram incluídos no pool de escolhas da Noite 1, mas não foram draftados durante o SmackDown. As seleções deles foram reveladas nas plataformas de mídia social da WWE após o SmackDown sair do ar.
| Lutadores(as)                                   | Marca pré-draft | Marca pós-draft | Papel           |
| ----------------------------------------------- | --------------- | --------------- | --------------- |
| Alba Fyre e Isla Dawn                           | SmackDown       | Raw             | Dupla feminina  |
| Baron Corbin                                    | NXT             | SmackDown       | Lutador         |
| Cedric Alexander e Ashante "Thee" Adonis        | SmackDown       | SmackDown       | Dupla femninina |
| Ivar                                            | Raw             | Raw             | Lutador         |
| Shayna Baszler                                  | Raw             | Raw             | Lutadora        |
| The O.C. (Luke Gallows, Karl Anderson e Michin) | SmackDown       | SmackDown       | Stable mista    |
| Zoey Stark                                      | Raw             | Raw             | Lutadora        |

### Noite 2:Raw(29 de abril)
Houve seis rodadas de escolhas no draft na Noite 2, com cada marca recebendo duas escolhas por rodada; o Raw foi o primeiro devido ao fato de que a Noite 2 ocorreu durante o episódio daquela noite do Raw. As seleções do draft foram anunciadas por diversos membros do Hall da Fama, veteranos, lutadores, e até mesmo uma celebridade. As escolhas da primeira rodada tanto do Raw quanto do SmackDown foram anunciadas por Stephanie McMahon. O YouTuber e rapper iShowSpeed anunciou as escolhas da segunda rodada do Raw, enquanto as escolhas do SmackDown foram anunciadas pelo campeão dos Estados Unidos Logan Paul. As escolhas da terceira rodada foram anunciadas pelos membros do Hall da Fama John "Bradshaw" Layfield e Ron Simmons da Acolytes Protection Agency, com Bradshaw anunciando as escolhas do Raw e Simmons anunciando as do SmackDown. As escolhas da quarta rodada foram anunciadas pelos membros do Hall da Fama Teddy Long e Alundra Blayze, com Long anunciando as escolhas do Raw e Blayze anunciando as do SmackDown. Os membros do Hall da Fama The Dudley Boyz (Bubba Ray Dudley e D-Von Dudley) retornaram para anunciar as escolhas da quinta rodada, com Bubba anunciando as escolhas do Raw e D-Von anunciando as do SmackDown. As escolhas da sexta e última rodada foram anunciadas pelos respectivos gerentes gerais do Raw e SmackDown, Adam Pearce e Nick Aldis.
| Round | Escolha da marca # | Escolha geral # | Lutadores(as)                                                                                      | Marca pré-draft | Marca pós-draft | Papel                                                             |
| ----- | ------------------ | --------------- | -------------------------------------------------------------------------------------------------- | --------------- | --------------- | ----------------------------------------------------------------- |
| 1     | 1                  | 1               | Imperium (Gunther e Ludwig Kaiser)                                                                 | Raw             | Raw             | Dupla masculina                                                   |
| 1     | 1                  | 2               | Jade Cargill                                                                                       | SmackDown       | SmackDown       | Lutadora                                                          |
| 1     | 2                  | 3               | Damage CTRL (Dakota Kai, Iyo Sky, Asuka e Kairi Sane)                                              | SmackDown       | Raw             | Stable feminina campeãs de duplas femininas da WWE (Asuka e Sane) |
| 1     | 2                  | 4               | Kevin Owens                                                                                        | SmackDown       | SmackDown       | Lutador                                                           |
| 2     | 3                  | 5               | CM Punk                                                                                            | Raw             | Raw             | Lutador                                                           |
| 2     | 3                  | 6               | The Pride (Bobby Lashley, Angelo Dawkins, Montez Ford e B-Fab)                                     | SmackDown       | SmackDown       | Stable mista                                                      |
| 2     | 4                  | 7               | Braun Strowman                                                                                     | Raw             | Raw             | Lutador                                                           |
| 2     | 4                  | 8               | Tiffany Stratton                                                                                   | SmackDown       | SmackDown       | Lutadora                                                          |
| 3     | 5                  | 9               | Latino World Order (Rey Mysterio, Dragon Lee, Joaquin Wilde, Cruz Del Toro, Zelina Vega e Carlito) | SmackDown       | Raw             | Stable mista                                                      |
| 3     | 5                  | 10              | Legado Del Fantasma (Santos Escobar, Angel, Berto e Elektra Lopez)                                 | SmackDown       | SmackDown       | Stable mista                                                      |
| 3     | 6                  | 11              | Drew McIntyre                                                                                      | Raw             | Raw             | Lutador                                                           |
| 3     | 6                  | 12              | Shinsuke Nakamura                                                                                  | Raw             | SmackDown       | Lutador                                                           |
| 4     | 7                  | 13              | The Judgment Day (Finn Bálor, "Dirty" Dominik Mysterio e JD McDonagh)                              | Raw             | Raw             | Stable masculina                                                  |
| 4     | 7                  | 14              | Naomi                                                                                              | SmackDown       | SmackDown       | Lutadora                                                          |
| 4     | 8                  | 15              | Ilja Dragunov                                                                                      | NXT             | Raw             | Lutador                                                           |
| 4     | 8                  | 16              | Chelsea Green e Piper Niven                                                                        | Raw             | SmackDown       | Dupla feminina                                                    |
| 5     | 9                  | 17              | The New Day (Kofi Kingston e Xavier Woods)                                                         | Raw             | Raw             | Dupla masculina                                                   |
| 5     | 9                  | 18              | Pretty Deadly (Kit Wilson e Elton Prince)                                                          | SmackDown       | SmackDown       | Dupla masculina                                                   |
| 5     | 10                 | 19              | Lyra Valkyria                                                                                      | NXT             | Raw             | Lutadora                                                          |
| 5     | 10                 | 20              | Candice LeRae e Indi Hartwell                                                                      | Raw             | SmackDown       | Dupla feminina                                                    |
| 6     | 11                 | 21              | The Final Testament (Karrion Kross, Akam, Rezar, Scarlett e Paul Ellering)                         | SmackDown       | Raw             | Stable e managers mistos                                          |
| 6     | 11                 | 22              | #DIY (Johnny Gargano e Tommaso Ciampa)                                                             | Raw             | SmackDown       | Dupla masculina                                                   |
| 6     | 12                 | 23              | Bronson Reed                                                                                       | Raw             | Raw             | Lutador                                                           |
| 6     | 12                 | 24              | Blair Davenport                                                                                    | NXT             | SmackDown       | Lutadora                                                          |

#### Escolhas suplementares da Noite 2
Esses lutadores foram incluídos no pool de escolhas do draft da Noite 2, mas não foram escolhidos no Raw. Suas seleções no draft foram reveladas nas plataformas de mídia social da WWE após o Raw terminar no ar.
| Lutadores(as)                                        | Marca pré-draft | Marca pós-draft | Papel           |
| ---------------------------------------------------- | --------------- | --------------- | --------------- |
| Apollo Crews                                         | Raw             | SmackDown       | Lutador         |
| Diamond Mine (Brutus Creed, Julius Creed e Ivy Nile) | Raw             | Raw             | Stable mista    |
| Dijak                                                | NXT             | Raw             | Lutador         |
| Giovanni Vinci                                       | Raw             | SmackDown       | Lutador         |
| Kayden Carter e Katana Chance                        | Raw             | Raw             | Dupla feminina  |
| Natalya                                              | Raw             | Raw             | Lutadora        |
| New Catch Republic (Pete Dunne e Tyler Bate)         | SmackDown       | Raw             | Dupla masculina |
| Odyssey Jones                                        | Raw             | Raw             | Lutador         |
| Tegan Nox                                            | Raw             | SmackDown       | Lutadora        |

### Lutadores não incluídos
Os lutadores a seguir não foram listados em nenhum dos grupos de draft, principalmente devido à inatividade por motivos médicos.
| Lutadores(as)         | Marca pré-draft | Motivo da omissão (se houver) | Situação subsequente | Data                   | Papel                                 | Notas |
| --------------------- | --------------- | --- | -------------------- | ---------------------- | ------------------------------------- | --- |
| Brock Lesnar          | Agente livre    | Inativo, supostamente devido a ser referenciado nas acusações contra Vince McMahon | Agente livre         | 6 de maio de 2024      | Lutador                               | Apareceu pela última vez em 5 de agosto de 2023, no SummerSlam. Permaneceu listado como agente livre após o draft. |
| Omos e MVP            | Agentes livres  | Desconhecido | Agentes livres       | 6 de maio de 2024      | Lutador masculino e manager masculino | Apareceu pela última vez em 5 de abril de 2024, no episódio do SmackDown. Permaneceu listado como agente livre após o draft. MVP deixou a WWE logo após o draft e foi contratado pela promoção rival All Elite Wrestling (AEW) em setembro de 2024.           |
| Rhea Ripley           | Raw             | Inativa devido a lesão no ombro | Raw                  | 6 de maio de 2024      | Lutadora                              | Apareceu pela última vez em 15 de abril de 2024, no episódio do Raw. Permaneceu listada no plantel do Raw após o draft. Retornou no episódio de 8 de julho de 2024 do Raw.                                                                                    |
| Sonya Deville         | Raw             | Inativa devido a lesão do LCA | Raw                  | 20 de maio de 2024     | Lutadora                              | Apareceu pela última vez em 28 de julho de 2023, no episódio do SmackDown. Retornou em 20 de maio de 2024, no episódio do Raw. |
| Dexter Lumis          | Raw             | Desconhecido | Raw                  | 17 de junho de 2024    | Lutador                               | Apareceu pela última vez em 1º de junho de 2023, no episódio do Main Event, pré-gravado em 29 de maio de 2023. Retornou em 17 de junho de 2024, no episódio de Raw.                                                                                           |
| Nikki Cross           | Raw             | Desconhecido | Raw                  | 17 de junho de 2024    | Lutadora                              | Apareceu pela última vez em 12 de fevereiro de 2024, no episódio do Raw. Retornou em 17 de junho de 2024, no episódio do Raw. |
| Bo Dallas/Uncle Howdy | SmackDown       | Estava originalmente inativo devido à ausência de Bray Wyatt, mas tirou uma folga prolongada após a morte de Wyatt em agosto de 2023.                                                                                               | Raw                  | 17 de junho de 2024    | Lutador                               | Apareceu pela última vez em 3 de março de 2023, no episódio do SmackDown. Retornou em 17 de junho de 2024, no episódio de Raw, agora retratando Howdy e sua personalidade original, Bo Dallas.                                                                |
| Roman Reigns          | SmackDown       | Originalmente incluído como parte do The Bloodline no draft da Noite 1, mas seu conselheiro especial Paul Heyman retirou Reigns da elegibilidade antes das seleções do draft serem feitas devido à turbulência dentro da Bloodline. | SmackDown            | 3 de agosto de 2024    | Lutador                               | Apareceu pela última vez no evento principal da Noite 2 da WrestleMania XL em 7 de abril de 2024. Retornou no SummerSlam em 3 de agosto de 2024. |
| Jimmy Uso             | SmackDown       | Inativo devido a lesão não revelada | SmackDown            | 5 de outubro de 2024   | Lutador                               | Apareceu pela última vez em 12 de abril de 2024, no episódio de SmackDown. Retornou no Bad Blood em 5 de outubro de 2024. |
| Raquel Rodriguez      | Raw             | Inativa devido a síndrome de ativação de mastócitos | Raw                  | 5 de outubro de 2024   | Lutadora                              | Apareceu pela última vez em 26 de fevereiro de 2024, no episódio do Raw. Retornou no Bad Blood em 5 de outubro de 2024. |
| Erik                  | Raw             | Inativo devido a lesão no pescoço | Raw                  | 7 de outubro de 2024   | Lutador                               | Apareceu pela última vez em 14 de setembro de 2023, no episódio de Main Event, pré-gravado em 11 de setembro de 2023. Retornou com Ivar como o renomeado War Raiders no episódio de 14 de outubro de 2024 do Raw que foi pré-gravado em 7 de outubro de 2024. |
| Shotzi                | SmackDown       | Inativa devido a lesão do LCA | NXT                  | 10 de dezembro de 2024 | Lutadora                              | Apareceu pela última vez em 20 de fevereiro de 2024, no episódio do NXT, pré-gravado em 13 de fevereiro de 2024. Retornou em 10 de dezembro de 2024, no episódio do NXT.                                                                                      |
| Alexa Bliss           | Raw             | Inativa por licença maternidade |                      |                        | Lutadora                              | Apareceu pela última vez em 28 de janeiro de 2023, no Royal Rumble. |
| Carmella              | Raw             | Inativa por licença maternidade |                      |                        | Lutadora                              | Apareceu pela última vez em 31 de março de 2023, para a revelação do set da WrestleMania 39. |
| Charlotte Flair       | SmackDown       | Inativa devido a lesão no joelho |                      |                        | Lutadora                              | Apareceu pela última vez em 8 de dezembro de 2023, no episódio do SmackDown. |
| Tamina                | SmackDown       | Desconhecido |                      |                        | Lutadora                              | Apareceu pela última vez em 2 de março de 2023, no episódio do Main Event, pré-gravado em 27 de fevereiro de 2023. Removida do plantel ativo em julho de 2024.                                                                                                |
| Valhalla              | Raw             | Inativa por licença maternidade |                      |                        | Lutadora                              | Apareceu pela última vez em 4 de março de 2024, no episódio do Raw. |

## Desdobramentos

### Movimentos e mudanças pós-draft
Os lutadores do plantel principal continuariam a aparecer no NXT, com o presidente da WWE, Nick Khan, afirmando que esse intercâmbio de talentos entre Raw e SmackDown para o NXT foi intencional, pois ele disse que havia o potencial para o NXT se tornar novamente a terceira marca da WWE, enquanto ainda desenvolvia lutadores mais jovens. Enquanto isso, a WWE iniciou uma troca de talentos mais ampla com a Total Nonstop Action Wrestling (TNA). Vários lutadores da TNA passaram a fazer aparições na série de televisão semanal e nos eventos transmitidos ao vivo do NXT.
| Performer(s)                             | Marca pré-mudança | Marca pós-mudança | Data                  | Papel              |
| ---------------------------------------- | ----------------- | ----------------- | --------------------- | ------------------ |
| Mike Rome                                | SmackDown         | NXT               | 8 de maio de 2024     | Locutor de ringue  |
| Alicia Taylor                            | NXT               | SmackDown         | 8 de maio de 2024     | Locutora de ringue |
| Joe Gacy                                 | NXT               | Raw               | 17 de junho de 2024   | Lutador            |
| Erick Rowan                              | Agente livre      | Raw               | 17 de junho de 2024   | Lutador            |
| Ashante "Thee" Adonis e Cedric Alexander | SmackDown         | NXT               | 9 de junho de 2024    | Dupla masculina    |
| Lilian Garcia                            | Agente livre      | Raw               | 21 de outubro de 2024 | Locutora de ringue |

### Saídas e dispensas
Os lutadores a seguir deixaram a empresa devido ao vencimento do contrato ou foram totalmente dispensados de seus contratos.
| Performer(s)   | Marca pré-saída | Método                | Data                  | Papel              |
| -------------- | --------------- | --------------------- | --------------------- | ------------------ |
| Becky Lynch    | Raw             | Expiração do contrato | 1 de junho de 2024    | Lutadora           |
| Dijak          | Raw             | Expiração do contrato | 27 de junho de 2024   | Lutador            |
| Ricochet       | Raw             | Expiração do contrato | 30 de junho de 2024   | Lutador            |
| MVP            | Agente livre    | Expiração do contrato | 16 de agosto de 2024  | Manager masculino  |
| Bobby Lashley  | SmackDown       | Expiração do contrato | 16 de agosto de 2024  | Lutador            |
| Odyssey Jones  | Raw             | Dispensado            | 3 de setembro de 2024 | Lutador            |
| Samantha Irvin | Raw             | Desligou-se           | 21 de outubro de 2024 | Locutora de ringue |
| Baron Corbin   | SmackDown       | Expiração do contrato | 1 de novembro de 2024 | Lutador            |
| Tegan Nox      | SmackDown       | Dispensada            | 1 de novembro de 2024 | Lutadora           |
| Indi Hartwell  | SmackDown       | Dispensada            | 1 de novembro de 2024 | Lutadora           |

### Janela de transferência
Durante o episódio de 6 de dezembro do SmackDown, em preparação para a mudança do Raw para a Netflix em 6 de janeiro de 2025, a WWE anunciou a abertura de uma janela de transferências. Esta nova iniciativa permite que os gerentes gerais do Raw, SmackDown e NXT façam trocas de lutadores entre as marcas. A janela de transferências foi fechada durante o fim de semana do Royal Rumble de 2025, embora algumas transferências tenham sido anunciadas na semana seguinte.
| Performer(s)                                                                     | Marca pré-transferência | Marca pós-transferência | Data                   | Papel                  |
| -------------------------------------------------------------------------------- | ----------------------- | ----------------------- | ---------------------- | ---------------------- |
| Braun Strowman                                                                   | Raw                     | SmackDown               | 13 de dezembro de 2024 | Lutador                |
| Logan Paul                                                                       | SmackDown               | Raw                     | 18 de dezembro de 2024 | Lutador                |
| Alicia Taylor                                                                    | SmackDown               | Raw                     | 2 de janeiro de 2025   | Locutora de ringue     |
| Lilian Garcia                                                                    | Raw                     | SmackDown               | 2 de janeiro de 2025   | Locutora de ringue     |
| Michael Cole                                                                     | SmackDown               | Raw                     | 6 de janeiro de 2025   | Comentarista narrativo |
| Corey Graves                                                                     | SmackDown               | NXT                     | 7 de janeiro de 2025   | Comentarista           |
| Joe Tessitore                                                                    | Raw                     | SmackDown               | 10 de janeiro de 2025  | Comentarista narrativo |
| Wade Barrett                                                                     | Raw                     | SmackDown               | 10 de janeiro de 2025  | Comentarista           |
| The Wyatt Sicks (Uncle Howdy, Erick Rowan, Dexter Lumis, Joe Gacy e Nikki Cross) | Raw                     | SmackDown               | 13 de janeiro de 2025  | Stable mista           |
| Bayley                                                                           | SmackDown               | Raw                     | 20 de janeiro de 2025  | Lutadora               |
| The Miz                                                                          | Raw                     | SmackDown               | 24 de janeiro de 2025  | Lutador                |
| Damian Priest                                                                    | Raw                     | SmackDown               | 24 de janeiro de 2025  | Lutador                |
| A-Town Down Under (Austin Theory e Grayson Waller)                               | SmackDown               | Raw                     | 24 de janeiro de 2025  | Dupla masculina        |
| Zelina Vega                                                                      | Raw                     | SmackDown               | 27 de janeiro de 2025  | Lutadora               |
| R-Truth                                                                          | Raw                     | SmackDown               | 31 de janeiro de 2025  | Lutador                |
| AJ Styles                                                                        | SmackDown               | Raw                     | 3 de fevereiro de 2025 | Lutador                |
| Drew McIntyre                                                                    | Raw                     | SmackDown               | 7 de fevereiro de 2025 | Lutador                |
| Katana Chance e Kayden Carter                                                    | Raw                     | SmackDown               | 7 de fevereiro de 2025 | Dupla feminina         |
| Alba Fyre                                                                        | Raw                     | SmackDown               | 7 de março de 2025     | Lutadora               |